# Dichrostigma flavipes
Dichrostigma flavipes es una especie de mosca serpiente del género Dichrostigma, familia, Raphidiidae. Fue descrita por Stein en 1863.
Se mantiene activa entre marzo y agosto, siendo mayo y junio los meses que presenta mayor actividad.

## Distribución y hábitat
Se distribuye por Austria, Alemania, Francia, Grecia, Croacia, Italia, Federación Rusa, Montenegro, Hungría, Ucrania, Suiza, Polonia, Chequia, Eslovaquia, Bulgaria y Macedonia del Norte.
Habita casi que de manera exclusiva sobre el suelo, la hojarasca, árboles y arbustos. También se ha reportado en coníferas.